# Rainilaiarivony
Rainilaiarivony (30 januari 1828 – 17 juli 1896) was premier van het Koninkrijk Madagaskar van 1864 tot 1895. Hij was de opvolger van zijn oudere broer, Rainivoninahitriniony, die premier was tijdens de regering van Ranavalona I. Rainilaiarivony was de echtgenoot van drie opvolgende koninginnen, namelijk Rasoherina, Ranavalona II en Ranavalona III.

## Biografie
Rainilaiarivony en Rainivoninahitriniony waren zoons van Rainiharo, de echtgenoot van koningin Ranavalona I en premier van het Koninkrijk Madagaskar van 1830 tot zijn dood op 10 februari 1852. Na zijn dood volgde zijn zoon Rainivoninahitriniony hem op in de functie van premier, Rainilaiarivony was in die periode opgeklommen tot de functie van opperbevelhebber van het leger. Beide broers waren lid van de progressieve factie aan het koninklijk hof en zetten zich in om de door Ranavalona gesloten grenzen weer te openen voor Europa.
Als haar troonopvolger wilde Ranavalona haar zoon Rakoto aanstellen, maar ministers van de conservatieve factie trachtten om haar neef, prins Ramboasalama aan te stellen. Prins Rakoto had tijdens zijn leven laten zien dat hij erg geïnteresseerd was in het doorvoeren van moderniseringen in het koninkrijk, iets wat de conservatieve factie zeer tegenstond. Uiteindelijk lukte het de broers Rainilaiarivony en Rainivoninahitriniony om de koningin te overtuigen om bij haar oude beslissing te blijven.
Prins Rakoto volgde zijn moeder na haar dood op als koning Radama II op 23 september 1829. Zijn regering was echter van korte duur, onder zijn beleid werden in hoog tempo westerse moderniseringen in het koninkrijk doorgevoerd en hij stond niet open voor de raad van zijn ministers. Uiteindelijk werd hij naar verluidt op 11 mei 1863 in opdracht van zijn ministers vermoordt. Zijn weduwe, Rasoherina, volgde hem op de troon op en huwde Rainilaiarivony's broer Rainivoninahitriniony, een van de opdrachtgevers van de moord. Hierbij liet Rainivoninahitriniony een wet uitvaardigen dat de heersende Merina-monarchen voortaan in samenspraak met het volk beslissingen moesten nemen, waarbij de premier als vertegenwoordiger van het volk optrad. Als premier kreeg Rainivoninahitriniony zo een grote macht over het koninkrijk.

### Premier
Nadat Rainivoninahitriniony zich steeds vaker te buiten ging aan drankmisbruik en geweld spanden Rasoherina en Rainilaiarivony samen om hem uit zijn functie te zetten op 14 juli 1864. Rainilaiarivony volgde zijn broer op als premier en huwde met koningin Rasoherina. Ook hij had een grote inspraak in hoe het koninkrijk geregeerd moest worden, de koningin kon geen beslissingen nemen zonder dat hij zijn toestemming gaf.
Rainilaiarivony bleef 31 jaar lang premier en huwde ook Rasoherina's troonopvolgers, Ranavalona II en Ranavalona III. In deze periode slaagde hij erin om het bestuur van het koninkrijk en het koninklijke leger verder te moderniseren naar Europees model. Drie gerechtshoven werden opgericht in de hoofdstad Antananarivo en het onderwijs werd verplicht gesteld. Bovendien slaagde Rainilaiarivony  erin om Madagaskar gedurende een lange tijd te beschermen tegen pogingen van Frankrijk en Groot-Brittannië om haar in te nemen. Toen Frankrijk uiteindelijk de Rova van Antananarivo in september 1895 innam, werd Rainilaiarivony uit zijn functie gezet en samen met Ranavalona III verbannen naar Frans-Algerije. Hier stierf Rainilaiarivony op 17 juli 1896, op een leeftijd van 68 jaar.